# インタビュー

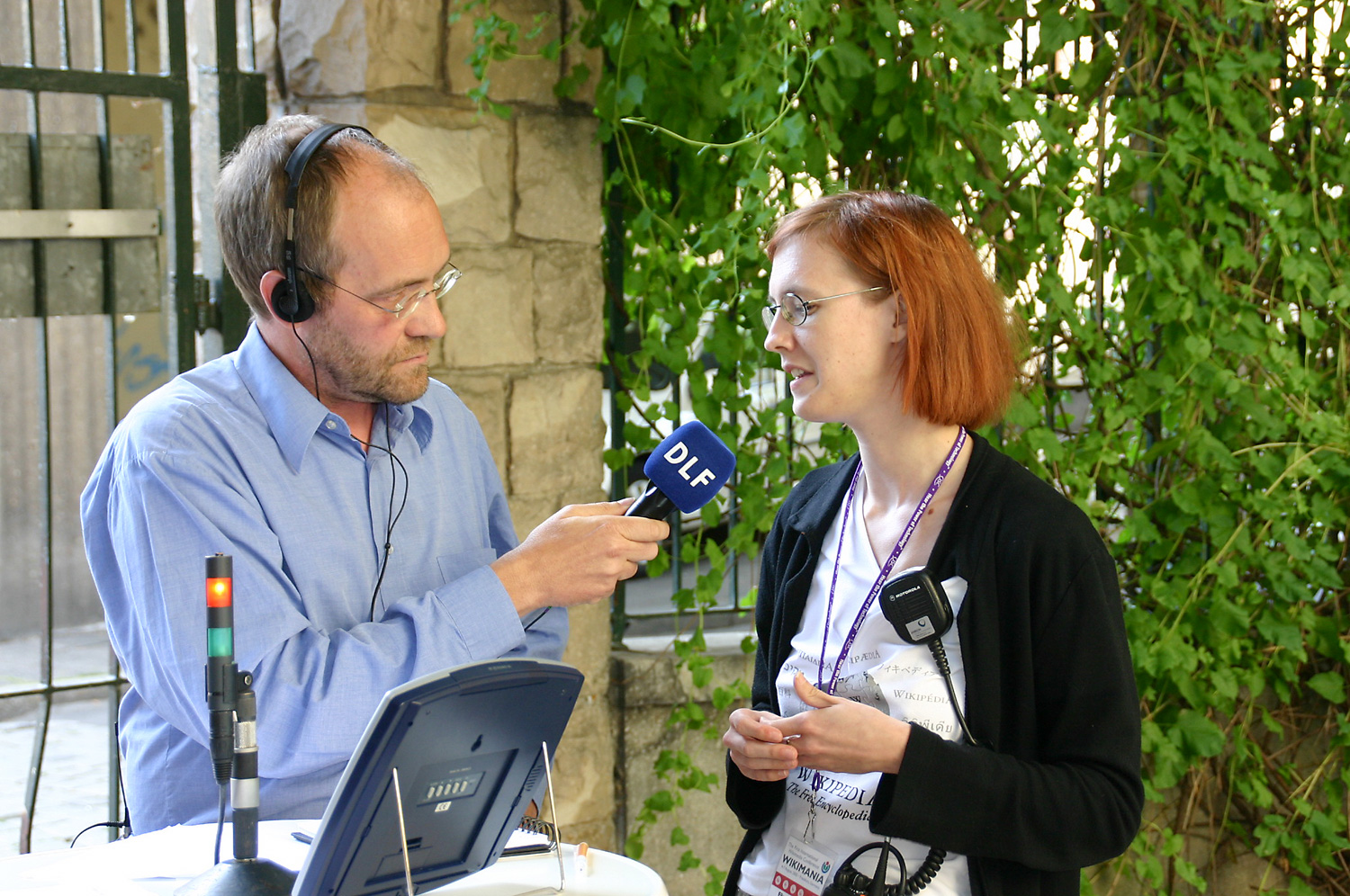
インタビューの風景

インタビュー（英語: interview）とは、二人かそれ以上の間での会話で、一方が他方に質問をして情報を得るために行われるものである。インタビューは大きく分けて、評価のためのインタビューと情報収集のためのインタビューの2つに分かれる。

## 評価のためのインタビュー
評価のためのインタビューで最もよく行われるものはジョブ・インタビュー、すなわち就職の際の雇用者と応募者の間の面接である。インタビューの目的は、応募者が職場に適合できる社会的スキルや知的能力をもっているかどうか評価するためである。同様のインタビュー（面接）は入学試験や奨学金募集でも行われる。
ほとんどの先進国では、こうしたインタビューにおいて何を聞いてよいかについての規則や規定が企業社会において整備されている。高度に個人的な質問や仕事の上で関係のない質問はすべきでないとされており、差別につながる質問も同様である。（結婚しているか、するつもりか、出身はどこか、など。）こうしたインタビューは15分程度の短さでよいとされるが、より長い時間や数日にわたる面接も存在する。
その他の評価のためのインタビューは心理学的な評価のためのものである。

## 情報収集のためのインタビュー
インタビューの対象者に関する情報を集めるためのインタビューもある。この種のインタビューはジャーナリズムの取材のためや、インストラクショナルデザインと呼ばれる教育計画のためのものである。またノンフィクション作家や研究者にとっても重要である。普通、インタビューで得た発言や情報は、書籍や新聞・雑誌など出版物に使われたり放送用に編集される。
こうしたインタビューは、その対象者がインタビューを受ける事に興味を持っているときにだけ行われるものである。対象者がなぜインタビューに同意するか、主な理由はいくつかある。
使命感
インタビューを受ける者がスキャンダルや新発見などの大事な情報や、社会的に重要な経験を持っていて、（あるいは持っていると思い込んで）もし誰にも聞いてもらえないとそれらの情報や経験が消えてしまうという危機感を持っている場合、インタビューの機会があれば快諾したり、インタビューをしてくれるよう人に頼むことがある。
自意識
テレビに映りたい新聞に載りたい、言いたい事を公共の電波に乗せたいという欲望は、自分自身についてや自分の人生・生き方について語ることを喜びとする人たちにとって一番大きな欲望である。
宣伝
政治家や有名人はその成功が自己宣伝にかかっており、インタビューは無料の宣伝になりうる。こうした対象者は、自分の最新の著書や出演映画をインタビュー内で強調する。こうした宣伝的なインタビューはインタビューする側も依頼されて行うことがある。
金銭
インタビューする側が相手に金銭を払うべきかどうかの問題は議論を呼ぶ問題である。識者や専門家は大体いつも支払いを受けており、大きな収入源になっている。ほとんどのメディアは事件の目撃証人などにインタビュー代を支払うことを禁じているが、万一そうした謝礼の習慣ができてしまえば、金を目的にありもしない話や見てもいない事件についてのでっち上げをする人が現れるだけだからである。ただし大きな例外はタブロイド紙（特にイギリス）など扇情的なジャーナリズムである。他のメディアではせいぜい食事をおごって話を聞くための支出が認められることがある程度である。
同情
対象者の多くは、インタビューする人をただ助けたくてインタビューに応じる。これは事件の目撃証人にとっては重要な動機であり、また、なぜ非常に多くの有名人が学校新聞などのインタビューを受けるのかについての説明にもなる。

### インタビューの条件
インタビューの承諾が取れても、対象者の多くは条件を課す。ほとんどすべてのインタビューには時間制限がある。対象者の名声や重要人物度が高いほど、条件は厳しくなる。条件の中には、特定の質問には応じられないというものもあれば、事前に全質問をリストにして提出するよう要求するものもある。

### インタビューのルール

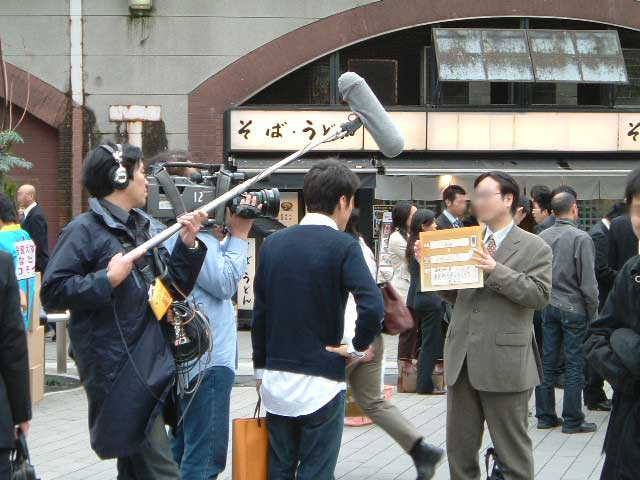
新橋駅西口駅前広場でテレビクルーのインタビューに応じるビジネスマン（2008年9月15日）

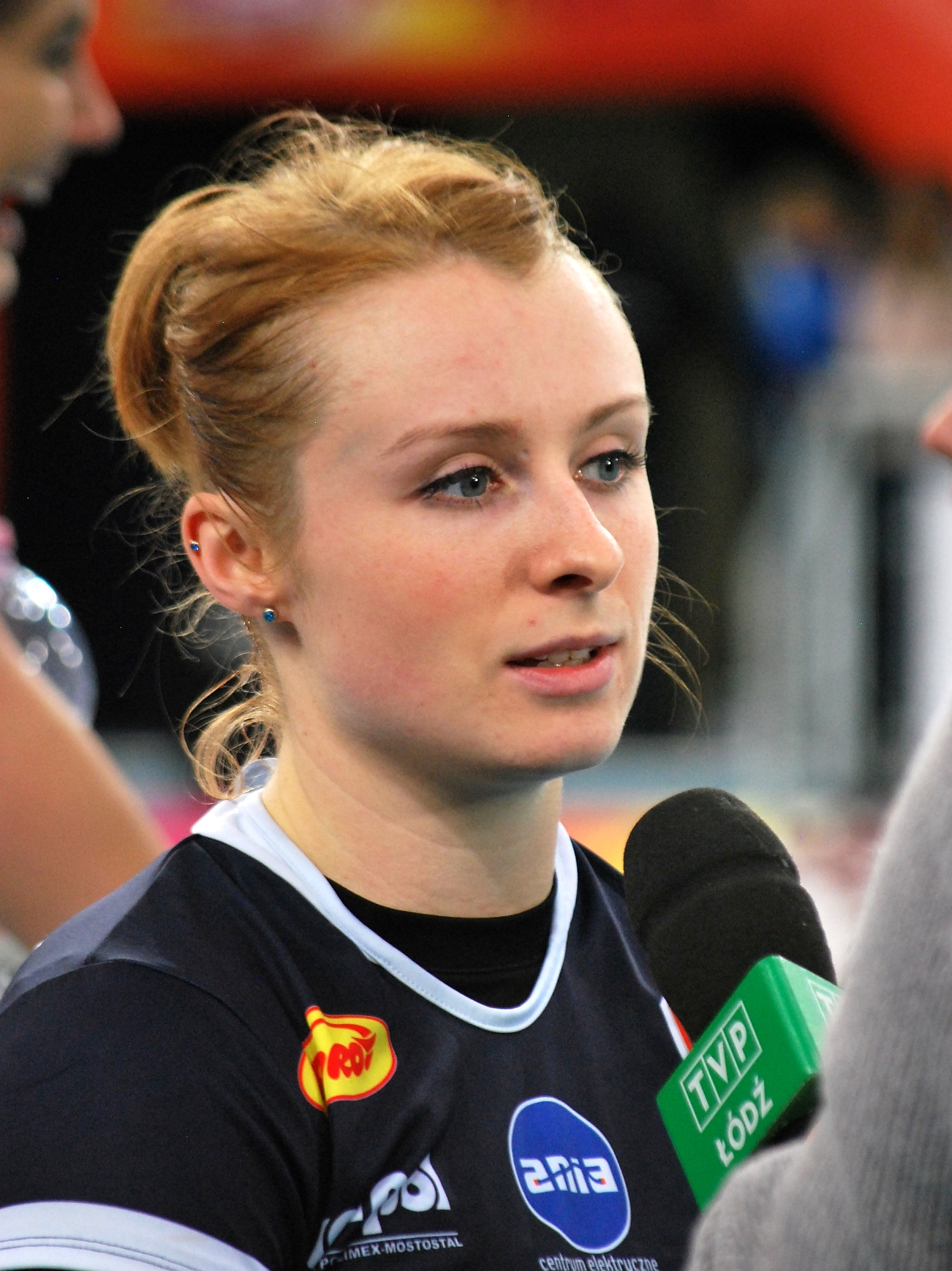
スポーツの試合後のインタビュー

インタビューにはほかにもルールがあり、たとえば対象者が質疑に関してはオフレコだと宣言した場合、取材者はその情報を使えない。「バックグラウンド（Background）」という条件の場合、情報は使えても情報源が誰かは言及しない。もし「ディープ・バックグラウンド（Deep Background）」という条件なら、これは情報源を特定できる可能性のある事柄は一切記事にしないということであり、その人物による情報そのものは使えず、第二第三の情報源からの情報で補強できた場合にのみ、その第二第三の情報源をもとに報道できる。この場合、第二第三の情報源が誰であるかが万一追及されても、最初の情報源が誰だったかは追及することはできない。ウォーターゲート事件の際、内部告発をした政権内部の人物はディープ・スロートと仮称されたが、彼のもたらした情報は取材のきっかけとなったものの、その情報は直接記事になることはなかったため2005年までその正体が明らかになることはなかった。その他、インタビュー対象者がコメントが職務上のものではないと宣言することがある。この場合その人物の氏名は書かれず、単に「関係筋」などと書かれる。
これらのルールは明文化されたものではなく、過去破られたことは何度もある。しかしもしジャーナリストがオフレコ情報を記事にしてしまった場合、その情報源は信義を破られたと感じ、もう二度と彼から情報を得ることはできないであろう。（こうした使えなくなった情報源を『バーント・ソース burnt source』という。）ルールを破ったことは即座に広がり、破ったジャーナリストは他の情報源からも信頼されなくなる可能性がある。

### インタビューと口調
インタビューする者の口調・トーンも重要である。正直で、重要で厳しい質問を率直に投げかけるインタビュワーは聴衆にはアピールするが、尋問を受ける側には魅力的ではない。攻撃的だと評判されるようになったインタビュワーはそのうち対象者にインタビューに応じてもらうことが難しくなるだろう。攻撃的なインタビューをされた対象者は往々にして対話を途中で打ち切りにする。有名になった調査ジャーナリストは、虚偽の口実を使わないと対象者からインタビューを取れないこともある。逆に、いつも「ソフトな」質問ばかりするインタビュワーは観客や同僚の尊敬をうしなうことがある。
理想のインタビューは対面式のものである。多くの新聞社は記者に電話インタビューや電子メールでの回答の場合はその旨明記するようにと定めている。

### インタビューの研究
調査型のインタビューは、質問者と、情報源となる対象者の間に構築された社会的相関作用である。そこでは、最初に立てた仮説と比べて適切と思われる情報を得るために質問者は対話を開始しそれをコントロールするのである。